# Neogamasellevans ornata
Neogamasellevans ornata är en spindeldjursart som beskrevs av Wolfgang Karg 1975. Neogamasellevans ornata ingår i släktet Neogamasellevans och familjen Ologamasidae. Inga underarter finns listade i Catalogue of Life.